# Эдинберг (Техас)
Эдинберг (англ. Edinburg) — город в США, расположенный в южной части штата Техас, административный центр округа Хидалго. По данным переписи за 2010 год число жителей составляло 74 569 человек, по оценке Бюро переписи США в 2017 году в городе проживало 90 280 человек.

## История
Поселение изначально называлось Чапин в честь одного из основателей. Застройщики Джон Клоснер и Уильям Бриггс способствовали назначению поселения административным центром округа. Чапин был признан соучастником убийства и в 1911 году город был переименован в Эдинберг в честь места рождения Джона Янга. В 1909 году в город была проведена первая железная дорога от Браунсвилла. В 1912 году была построена первая баптистская церковь. Позже появились лютеранская, пресвитерианская, методистская и другие церкви. Католическая церковь появилась только в 1926 году. В 1915 году в городе появилась ирригационная система, первоначально скотоводческий регион стал развивать фермерство. Город стал центром продаж и переработки хлопка, зерна и цитрусовых. В 1919 году жители Эдинберга приняли устав, началось формирование органов местной власти. В 1926 году железная дорога соединила Эдинберг с Сан-Антонио и Корпус-Кристи..
До Второй мировой войны основными источниками дохода являлось выращивание овощей, сорго, кукурузы, сахарного тростника, разведение птицы. После войны началось производство персиков и дынь, были открыты пищевые комбинаты, мебельное производство, производятся нефтепромысловое оборудование, бетонные изделия, агрохимикаты.

## География
Эдинберг находится в центральной части округа, его координаты: 26°18′52″ с. ш. 98°09′48″ з. д..
Согласно данным бюро переписи США, площадь города составляет около 97,6 км2, из которых примерно 97,5 км2 занято сушей, а менее 0,2 км2 является водной поверхностью.

### Климат
Согласно классификации климатов Кёппена, в Эдинберге преобладает семиаридный климат низких широт (BSh).
| Показатель                | Янв. | Фев. | Март | Апр. | Май  | Июнь | Июль | Авг. | Сен. | Окт. | Нояб. | Дек. | Год  |
| ------------------------- | ---- | ---- | ---- | ---- | ---- | ---- | ---- | ---- | ---- | ---- | ----- | ---- | ---- |
| Абсолютный максимум, °C   | 33,9 | 37,8 | 40   | 40,6 | 42,8 | 42,2 | 41,7 | 41,1 | 42,2 | 38,3 | 36,1  | 35   | 42,8 |
| Средний максимум, °C      | 21   | 23,3 | 26,9 | 30,1 | 32,3 | 34,4 | 35,4 | 35,9 | 33,7 | 30,4 | 25,9  | 22,1 | 29,3 |
| Средняя температура, °C   | 15,1 | 17,2 | 20,6 | 24,1 | 26,8 | 28,9 | 29,5 | 29,9 | 27,9 | 24,3 | 19,7  | 16   | 23,3 |
| Средний минимум, °C       | 9,1  | 11   | 14,2 | 18,1 | 21,3 | 23,3 | 23,7 | 23,8 | 22,1 | 18,1 | 13,5  | 9,9  | 17,3 |
| Абсолютный минимум, °C    | −8,3 | −7,2 | −0,6 | 3,9  | 4,4  | 15   | 16,7 | 17,2 | 10   | 5,6  | −1,1  | −7,8 | −8,3 |
| Норма осадков, мм         | 28   | 28   | 18   | 39   | 53   | 62   | 42   | 51   | 100  | 65   | 24    | 23   | 534  |
| Источник: weatherbase.com |      |      |      |      |      |      |      |      |      |      |       |      |      |

## Население
Согласно переписи населения 2010 года в городе проживало 74 569 человек, было 23 094 домохозяйства и 17 600 семей. Расовый состав города: 85,3 % — белые, 1,6 % — афроамериканцы, 0,4 % — коренные жители США, 2,2 % — азиаты, 0 % (13 человек) — жители Гавайев или Океании, 9,1 % — другие расы, 1,5 % — две и более расы. Число испаноязычных жителей любых рас составило 88,2 %.
Из 23 094 домохозяйств, в 49 % живут дети младше 18 лет. 49,8 % домохозяйств представляли собой совместно проживающие супружеские пары (28,4 % с детьми младше 18 лет), в 20,4 % домохозяйств женщины проживали без мужей, в 6 % домохозяйств мужчины проживали без жён, 23,8 % домохозяйств не являлись семьями. В 17,3 % домохозяйств проживал только один человек, 4,7 % составляли одинокие пожилые люди (старше 65 лет). Средний размер домохозяйства составлял 3,16 человека. Средний размер семьи — 3,63 человека.
Население города по возрастному диапазону распределилось следующим образом: 34,9 % — жители младше 20 лет, 33,8 % находятся в возрасте от 20 до 39, 23,9 % — от 40 до 64, 7,4 % — 65 лет и старше. Средний возраст составляет 28 лет.
Согласно данным опросов пяти лет с 2013 по 2017 годы, медианный доход домохозяйства в Эдинберге составляет 45 038 долларов США в год, медианный доход семьи — 50 897 долларов. Доход на душу населения в городе составляет 18 825 долларов. Около 21,7 % семей и 25,9 % населения находятся за чертой бедности. В том числе 33,8 % в возрасте до 18 лет и 22,7 % старше 65 лет.

## Местное управление
Управление городом осуществляется мэром и городским советом, состоящим из 4 человек. Члены совета избираются всем городом сроком на четыре года.
Другими важными должностями, на которые происходит наём сотрудников, являются:
- Сити-менеджер и его ассистент
- Городской секретарь
- Городской юрист
- Муниципальный судья
- Городской инженер
- Директор департамента планирования
- Директор департамента развития общества
- Начальник отдела кадров
- Финансовый директор
- Глава отдела общественных работ
- Глава отдела коммунальных услуг
- Шеф полиции
- Шеф пожарной охраны
- Директор отдела информационных технологий
- Директор отдела общественной информации

## Инфраструктура и транспорт
Основными автомагистралями, проходящими через Эдинберг, являются:
- межштатная автомагистраль I-69C[англ.] проходит с севера пересечения с дорогой FM 490 к северу от Эдинберга на юг к пересечению с трассой I-2 в городе Фарр.
- автомагистраль 281 США идёт с севера от Фалфурриаса на юг к границе с Мексикой.

В городе располагается Международный аэропорт Южного Техаса в Эдинберге. Аэропорт располагает одной взлётно-посадочной полосой длиной 1524 метра. Ближайшим аэропортом, выполняющим коммерческие рейсы, является Международный аэропорт Миллер в Мак-Аллене. Аэропорт находится примерно в 20 километрах к юго-западу от Эдинберга.

## Образование
Большая часть города обслуживается консолидированным независимым школьным округом Эдинберг. Небольшую часть города обслуживает независимый округ Мак-Аллен. Кроме этого часть специализированных школ управляется независимым школьным округом Южного Техаса. Помимо общественного образования, в городе открыт ряд частных школ, в их числе академия бизнес-образования и технологий Южного Техаса и католическая школа Святого Иосифа.
С 1927 года в городе работал Техасский университет Пан-Американ. В 2013 году система Техасских университетов приняла решение объединить университет с Техасским университетом Браунсвилла. Новое учреждение, базирующееся в Эдинберге, получило название Техасский университет долины Рио-Гранде. Обучение в новом университете началось в 2015 году. В 2016 году заработал первый в регионе медицинский факультет.

## Экономика
Согласно финансовому отчёту города за 2016-2017 финансовый год, Эдинберг владел активами на $381,98 млн, долговые обязательства города составляли $206,22 млн. Доходы города составили $108,41 млн, расходы города — $99,6 млн .
Основными работодателями в городе являются:
| Работодатель                                          | Число работников |
| ----------------------------------------------------- | ---------------- |
| Техасский университет долины Рио-Гранде               | 5822             |
| Консолидированный независимый школьный округ Эдинберг | 4878             |
| Госпиталь Doctor's Hospital at Renaissance            | 4600             |
| Таможенная и пограничная служба США                   | 3386             |
| Округ Хидалго                                         | 3137             |
| Teleperformance                                       | 1200             |
| Walmart                                               | 900              |
| Город Эдинберг                                        | 750              |
| Региональный медицинский центр Эдинберга              |                  |
| Tropical Texas MHMR                                   |                  |

## Отдых и развлечения
В 1976 году в городе была образована Симфоническая Ассоциация Южного Техаса, которая выступает спонсором симфонического оркестра долины Рио-Гранде, симфонического хорала, а также камерного оркестра Южного Техаса.
Одним из главных исторических зданий города является бывшая городская ратуша, построенная в 1909 году. Здание изначально было тюрьмой, а в 2005 году стало историческим музеем округа Хидалго.
В городе выступает клуб Джи-Лиги НБА Рио-Гранде Вэллей Вайперс, трижды являвшаяся чемпионом лиги.